# Römermuseum Bedaium

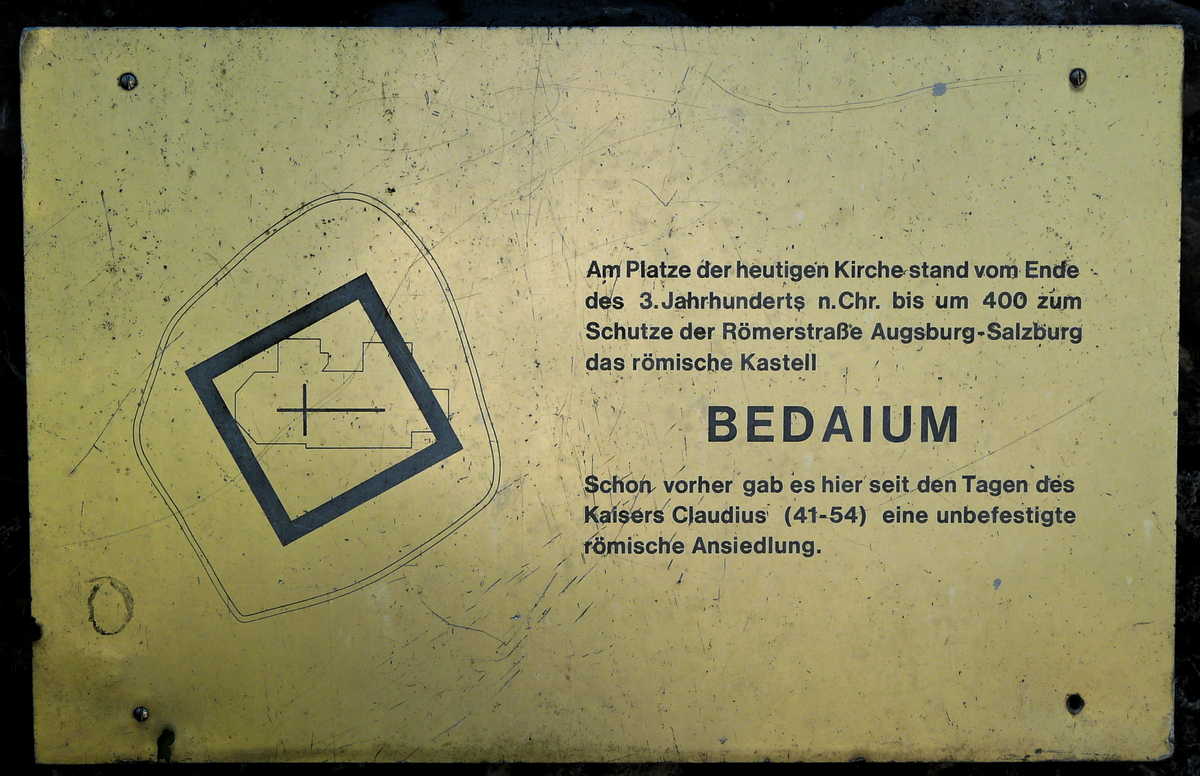
Lageplan Kastell Bedaium

Das Römermuseum Bedaium in Seebruck am Chiemsee wird von der Gemeinde Seeon-Seebruck betrieben. Es zeigt rund 500 Exponate. 2023 zählte es 7200 Besucher.

## Geschichte des Museums
Am 15. Oktober 1988 wurde das Römermuseum eröffnet, in dem Funde aus Seebruck und Umgebung gezeigt werden. Das Museum geht auf die Initiative des 1979 gegründeten Heimat- und Geschichtsvereins Bedaium unter dem damaligen Vorsitzenden und Heimatpflegers Carl Ostermayer (1915–2004), genannt Scherben-Kare zurück, der einige Funde gesammelt hatte. Über Ostermayer wurde 2001 die Folge Der Scherben-Kare von Seebruck der Serie Lebenslinien gesendet. 2024 wurde ihm eine Ausstellung im Haus der Kunst und Heimat im Rathaus Seebruck gewidmet.

## Bedaium
Um 1 n. Chr. gab es am Ausfluss der Alz aus dem Chiemsee eine Siedlung, die um 300 durch das Kastell Bedaium ergänzt wurde. Im Jahr 1843 entdeckte man beim Neubau des Seebrucker Kirchturms das Fundament des spätantiken Kastells. In der Umgebung sind weitere Zeugnisse aus 4000 Jahren Siedlungsgeschichte vorhanden.

## Exponate

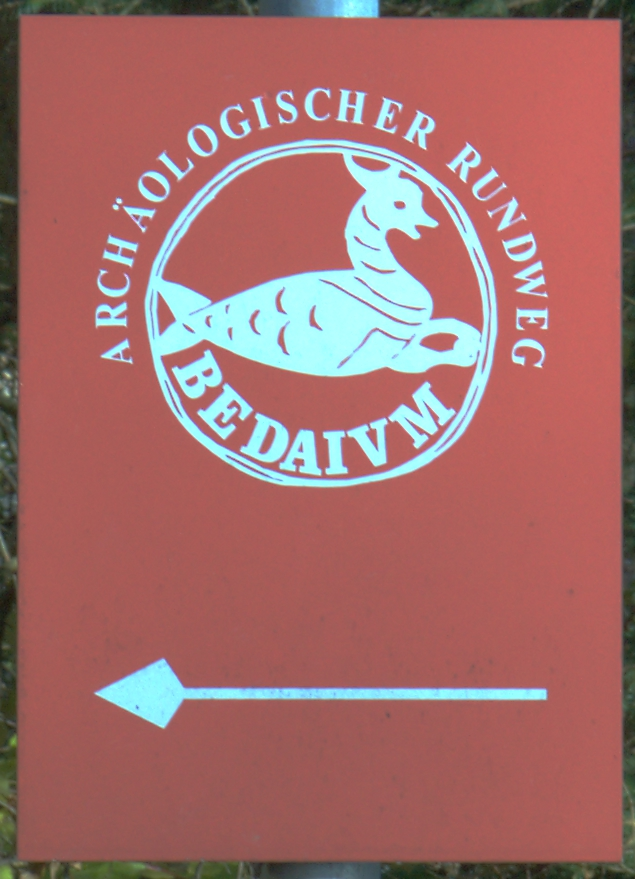
Wegweiser des archäologischen Rundwegs

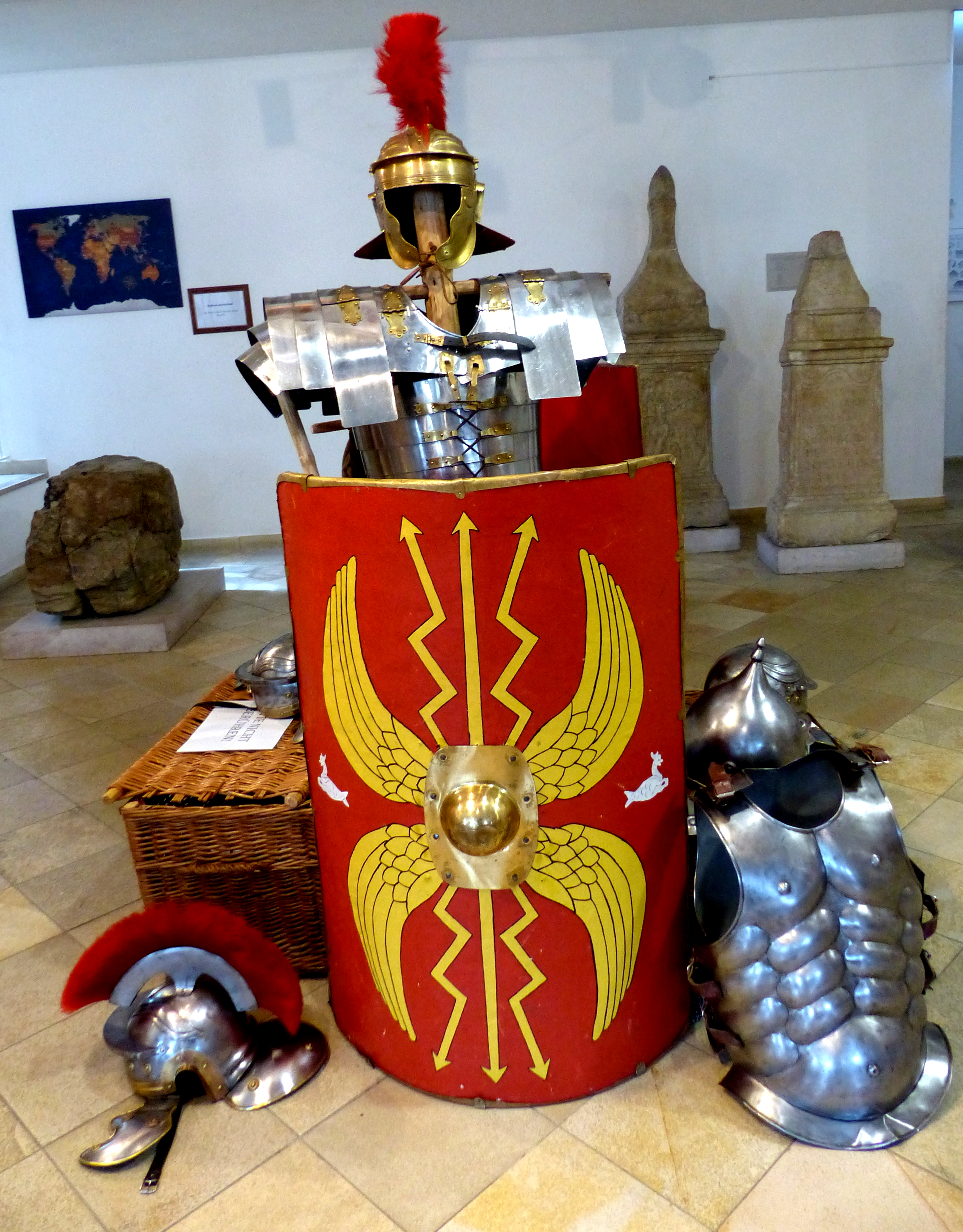
Rekonstruierte römische Rüstung im Römermuseum Bedaium

Die Ausstellung im Römermuseum wurde durch die damalige Prähistorische Staatssammlung in München eingerichtet. Neben Zeugnissen aus einem halben Jahrtausend norisch-keltischer Dorfgemeinschaft und der römischen Benefiziarierstation werden auch Fundstücke der Vorgeschichte und der Besiedlung durch die Bajuwaren gezeigt. Auch ein Teil der Kastellmauer des spätantiken Kastells ist sichtbar.
Am Museum beginnt und endet ein etwa 27 km langer, 1998 eröffneter archäologischer Rundweg. Seine Haltepunkte sind:
1. Römermuseum
2. Gräberfeld Bedaium
3. Keltisches Gehöft Stöffling
4. Keltenschanze bei Truchtlaching
5. Fluchtburg an der Alz
6. Grabhügel bei Ischl
7. Gräberfelder bei Ischl
8. Hortfund von Heimhilgen
9. Römerstraße bei Seebruck
10. Darre und Römische Siedlung
11. Römisches Streifenhaus